# Destructor Maestrale
El Maestrale va ser un destructor de la Regia Marina. Va ser el vaixell insígnia de la seva classe de quatre destructors construïts a inicis de la dècada de 1930. Completat el 1934, serví a la Segona Guerra Mundial.

## Disseny i descripció
Els destructors de classe Maestrale eren un disseny completament nou destinat a rectificar els problemes d'estabilitat de la classe Folgore anterior. Tenien una longitud entre perpendiculars de 101,6 metres (333 peus 4 polzades) i una longitud total de 106,7 metres (350 peus 1 polzada). Els vaixells tenien una mànega de 10,15 metres (33 peus 4 polzades) i un calat mitjà de 3,31 metres (10 peus 10 polzades) i 4,3 metres (14 peus 1 polzades) amb càrrega profunda. Van desplaçar 1.640 tones mètriques (1.610 tones llargues) amb càrrega estàndard i 2.243 tones mètriques (2.208 tones llargues) a càrrega profunda. El seu complement durant la guerra era de 7 oficials i 176 sotsoficials i marineria.
Els Maestrale eren propulsats per dues turbines de vapor Parsons, cadascuna impulsava un eix de l'hèlix utilitzant vapor subministrat per un trio de calderes de tres tambors. Les turbines van ser dissenyades per produir 44.000 cavalls de força (33.000 kW) i una velocitat de 32-33 nusos (59-61 km/h; 37-38 mph) en servei, tot i que els vaixells van assolir velocitats de 38-39 nusos (70–72 km/h; 44–45 mph) durant les seves proves de mar amb una càrrega lleugera. Portaven prou fuel per donar-los una autonomia de 2.600 a 2.800 milles nàutiques (4.800–5.200 km; 3.000–3.200 milles) a una velocitat de 18 nusos (33 km/h; 21 mph) i 690 nmi (1.280 km; 790 milles) a una velocitat de 33 nusos (61 km/h; 38 mph).
La seva bateria principal consistia en quatre canons de 120 mil·límetres (4,7 polzades) en dues torretes de dos canons, una a davant i a darrere de la superestructura. Al mig del vaixell hi havia un parell de canons estrella de calibre 15 de 120 mil·límetres. La defensa antiaèria (AA) per als vaixells de la classe Maestrale va ser proporcionada per quatre metralladores de 13,2 mil·límetres (0,52 polzades). Estaven equipats amb sis tubs de torpedes de 533 mil·límetres (21 polzades) en dos muntatges triples al mig del vaixell. Encara que els vaixells no tenien un sistema de sonar per a tasques antisubmarines, estaven equipats amb un parell de llançadors de càrregues de profunditat. Els Maestrale podia portar 56 mines.

## Història
El 1937-1938 va participar en la guerra civil espanyola, escortant vaixells mercants que transportaven voluntaris italians cap a Espanya.
El 10 de juny de 1940, quan Itàlia va entrar a la Segona Guerra Mundial, va ser cap d'esquadra de l'Esquadró de Destructors X, que també incloïa els bessons Grecale, Libeccio i Scirocco.
Durant la Segona Guerra Mundial va treballar tant amb les forces de batalla com en l'escorta de combois cap a Líbia.
El 2 de juliol de 1940, juntament amb els seus bessons, va ser enviada als creuers lleugers Bande Nere i Colleoni, a la I Divisió (creuers pesants Zara, Fiume i Gorizia) i al IX Esquadró de Destructors (Alfieri, Oriani, Gioberti, Carducci) actuar com a escorta indirecta d'un comboi que tornava de Líbia (aquest comboi estava format pels transports de tropes Esperia i Victòria, escortats pels torpeders Procione, Orsa, Orione i Pegaso, a la ruta Trípoli-Nàpols).
El 6 de juliol va participar en l'escorta del primer gran comboi per a Líbia (operació anomenada "TCM"): salpant de Nàpols a les 19.45, el comboi estava format pels transports de tropes Esperia i Calitea (que transportaven respectivament 1571 i 619 soldats) i pels moderns vaixells de càrrega Marco Foscarini, Vettor Pisani i Francesco Barbaro (la càrrega dels quals constava d'un total de 232 vehicles, 5.720 t de combustible i lubricants i 10.445 t d'altres materials); juntament amb les quatre unitats del X Esquadró de Destructors, els creuers lleugers Bande Nere i Colleoni també van escortar el comboi i el XIV Esquadró de Torpediners (Procione, Orsa, Orione, Pegasus). Els vaixells van arribar sense danys a Bengasi, el port d'arribada, el 8 de juliol.
Tornant a Augusta, la X Esquadrilla va tornar a navegar per unir-se a l'esquadra naval que va participar després en la batalla de Punta Stilo el 9 de juliol, en la qual però aquesta formació no va tenir un paper important.
El 27 de juliol, el Maestrale i els seus vaixells germans van sortir de Catània i es van unir a l'escorta d'un comboi que navegava de Nàpols a Trípoli durant l'operació "Transport Veloç Lent" (el comboi estava format pels vaixells mercants Maria Eugenia, Gloriastella, Mauly, Bainsizza, Col di Lana, Francesco Barbaro i Città di Bari, amb l'escorta dels torpediners Orsa, Procione, Orione i Pegaso): les unitats van arribar sense danys al port l'1 d'agost, evitant també un atac del submarí britànic Oswald.
El 9 d'agost, juntament amb els bessons, va posar un camp de mines davant de la costa de l'illa de Pantelleria.
El 21 d'abril de 1941 va pertànyer a l'escorta indirecta, juntament amb el seu vaixell germà Scirocco i els creuers lleugers Bande Nere i Cadorna, a un comboi de proveïments destinat al Deutsches Afrikakorps (transports Arcturus, Giulia, Leverkusen, Castellon amb l'escorta dels destructors Folgore, Turbine, Saetta i Strale): el comboi va arribar intacte a Trípoli el 24.
L'11 de maig va tornar a formar part de l'escorta indirecta, juntament amb els creuers lleugers Bande Nere, Cadorna, Duca degli Abruzzi i Garibaldi i els destructors Alpino, Fuciliere, Scirocco, da Recco, Pancaldo, Pessagno i Usodimare, en un comboi format. dels vaixells mercants Preussen, Wachtfels, Ernesto, Tembien, Giulia i Col di Lana i que es beneficien de l'escorta directa dels destructors Dardo, Aviere, Geniere, Grecale i Camicia Nera: salpant de Nàpols, els vaixells van arribar a Trípoli el 14.
El 26 de maig, juntament amb el seu vaixell germà Grecale i el Cadorna, va formar part de l'escorta d'un comboi en ruta Nàpols-Trípoli (llanxes Andrea Gritti, Sebastiano Venier, Marco Foscarini, Barbarigo, Rialto i Ankara, amb l'escorta del els destructors Vivaldi i da Noli i els torpediners Cigno, Procione i Pegaso).
El 3 de juny, va posar barreres antimines al nord-est de Trípoli, juntament amb els destructors Pigafetta, da Mosto, Da Verrazzano, da Recco, Gioberti i Usodimare i les Divisions IV (creuers lleugers Bande Nere i Alberto di Giussano) i VII (creuers lleugers leggeri Eugenio di Savoia, Duca d'Aosta i Attendolo).
El 19 de juny, juntament amb els bessons Scirocco i Grecale, va formar part de l'escorta d'un comboi amb destinació a Trípoli (transports de tropes Marco Polo, Esperia, Neptunia i Oceania, amb l'escorta dels destructors Vivaldi, da Recco, Gioberti i Oriani) i la vella torpedinera Dezza), que havia estat atacat sense èxit pel submarí britànic Unbeaten, a les aigües de Pantelleria: les unitats van arribar a Trípoli el dia 20, però quan els transports ja havien pres la via de seguretat de Trípoli el submarí britànic Unique va torpedinar l' Esperia, que es va enfonsar al punt 33°03' N i 13°03' E.
El 7 de juliol va tornar a ser emprada en una missió de minatge a l'estret de Sicília, juntament amb els destructors Scirocco, Grecale, Pigafetta, Pessagno, da Recco, da Mosto, Da Verrazzano i amb les Divisions de Creuers IV (Bande Nere i di Giussano) i VII (Attendolo i Duca d'Aosta).
El 24 de setembre va sortir de Palerm juntament amb els creuers lleugers Duca degli Abruzzi i Attendolo, la III Divisió (creuers pesats Trento, Trieste i Gorizia), els bessons Scirocco i Grecale i el XII Esquadró de Destructors (Corazziere, Lanciere, Ascari i Carabiniere) per interceptar un comboi britànic, sense aconseguir-ho.
La matinada del 8 de novembre de 1941, el Maestrale (sota el comandament del capità de vaixell Ugo Bisciani) va sortir de Nàpols per incorporar-se a l'escorta del comboi "Duisburg": aquest comboi, format pels vaixells mercants Duisburg, San Marco, Sagitta, Maria, Rina Corrado, Conte di Misurata i Minatitlan (amb una càrrega de 34.473 t de subministraments, 389 vehicles, 243 homes) es va dirigir a Trípoli amb l'escorta, així com el Maestrale, que actuava com a capità d'escorta, dels destructors Grecale, Fulmine, Euro i Alfredo Oriani (al qual es van afegir, com a escorta indirecta, també els creuers pesats Trento i Trieste i 4 destructors). A la nit següent el comboi va ser atacat i destruït per la "Força K" britànica (creuers lleugers Aurora i Penelope i destructors Lance i Lively): tots els mercants i el Fulmine van ser enfonsats, mentre que el Grecale va informar de greus danys. Durant el combat – al començament del qual el Maestrale va procedir al capdavant del comboi - el comandant Bisciani, havent entès malament la valoració de la situació i mal entès la direcció d'origen de la Força K, va ordenar no contraatacar i es va limitar a cobrir els vaixells mercants amb cortines de fum. Alguns obusos del Penelope van impactar contra el Maestrale, causant danys molt lleugers però tombant l'antena de la ràdio: els altres destructors, en no rebre ordres, es van limitar a imitar les maniobres del cap, de manera que no era possible protegir els transports, que van ser tots enfonsats, ni van danyar unitats britàniques.Quan a última hora del matí el Libeccio, que prestava serveis de rescat, va ser torpedinat i enfonsat pel submarí Upholder, el Maestrale va recuperar la tripulació juntament amb l' Euro.
El 19 de novembre, juntament amb l'Oriani i el Gioberti, va escortar el comboi "Alpha" (Ankara i Venier) que tornava de Trípoli a Nàpols (aleshores el comboi va ser desviat cap a Tàrent a causa de la presència aeronaval britànica al canal de Sicília).
Entre l'1 i el 2 de desembre, juntament amb el Gioberti, va dur a terme una missió de transport de 50 tones de gasolina des de Patras fins a Derna.
A les 18.40 del 13 de desembre va sortir de Tàrent amb un grup naval –cuirassat Duilio, el creuer pesant Gorizia, els destructors Oriani i Gioberti– en suport del "M. 41" (tres combois amb destinació a Bengasi amb sortida de Tàrent i Argostoli, amb l'ocupació de vaixells mercants Fabio Filzi, Carlo del Greco, Monginevro, Nàpols, Ankara, Capo Orso i els destructors Da Recco, Usodimare, Pessagno com a escorta Saetta i Malocello i el torpediner Pegaso, així com tres grups de suport); tanmateix, l'operació va ser víctima dels atacs dels submarins britànics Upright i Urge, que van enfonsar el Filzi i el Del Greco i van danyar seriosament el cuirassat Littorio, mentre que l'Iseo i el Capo Orso van resultar greument danyats per una col·lisió.
El 16 de desembre, juntament amb els cuirassats  Andrea Doria, Giulio Cesare i Littorio, els creuers pesats Trento i Gorizia i els destructors Granatiere, Bersagliere, Fuciliere, Alpino, Corazziere, Carabiniere, Oriani, Gioberti i Usodimare, va formar part de la força de suport . en l'operació de combois per a Líbia "M 42" (dos combois formats per vaixells mercants Monginevro, Nàpols, Ankarai Vettor Pisani escortat pels destructors Saetta, Da Recco, Vivaldi, Da Noli, Malocello, Pessagno i Zeno, tots dos van sortir de Tàrent i es van dirigir a Bengasi –Ankara i Saetta– i Trípoli –les altres unitats–); els vaixells van arribar al seu destí indemnes el dia 18, mentre que el grup de suport va participar en una batalla poc concloent amb una formació britànica que va prendre el nom de la primera batalla de Sirte, en la qual tanmateix el Maestrale no va tenir un paper especial.
Als 16 anys el 3 de gener de 1942 va partir de Nàpols – juntament amb el cuirassat Duilio, els creuers lleugers Garibaldi, Montecuccoli i Attendolo i els destructors Scirocco, Gioberti, Oriani i Malocello – per formar part de l'escorta indirecta del "M. 43": l'enviament de tres combois (amb l'ús total dels transports Monginevro, Nino Bixio, Lerici, Gino Allegri, Monviso i Giulio Giordani i una escorta directa subministrada pels destructors Vivaldi, Da Recco, Usodimare, Bersagliere, Fuciliere, Freccia i des dels torpediners Procione, Orsa, Castore, Aretusa i Antares) des dels ports de Messina, Tàrent i Bríndisi, tots cap a Trípoli; després de l'arribada del comboi a port (que va tenir lloc el dia 5), el Maestrale i la resta d'unitats del grup van tornar a la base a les 4.20 del 6 de febrer.
El 22 de gener va tornar a formar part de l'escorta en directe durant, aquesta vegada, l'operació "T. 18" (l'enviament d'un comboi format pel transport de tropes Victoria - salpa des de Tàrent - i els moderns vaixells a motor Ravello, Monviso, Monginevro i Vettor Pisani - amb sortida de Messina -, escortats pels destructors Vivaldi, Malocello, Da Noli, Aviere, Geniere i Camicia Nera i pels torpediners Orsa i Castore); els vaixells van arribar a Trípoli el dia 24, patint tanmateix la pèrdua del Victoria, enfonsat per dos atacs de torpediners.
El 21 de febrer, durant l'operació "K. 7", va formar part –juntament amb els destructors Pigafetta, Pessagno, Usodimare, Scirocco i el torpediner Circe – de l'escorta d'un comboi (format pel gran petroler Giulio Giordani i els vaixells de càrrega Lerici i Monviso) que va salpar de Corfú a les 13.30 i després va arribar a Trípoli.
Durant l'any va sofrir importants obres de modernització: es va substituir el complex binari de proa de OTO 120/50 mm per un de sol, mentre que una altra unitat única de 120 mm es va col·locar al mig del vaixell, entre els tubs propulsors; es van retirar les peces il·luminadores de 120 i es van instal·lar al seu lloc dues metralladores bessones de Breda 20/65 Mod. 1935. Les metralladores bessones col·locades al pont van ser substituïdes per unes de simples. L'armament antisubmarí va suposar la col·locació de dos llançabombes produïts a Alemanya i la substitució de les tremuges per altres més modernes.
El 15 d'agost de 1942 va ser escortat, amb el Gioberti, al modern motor Rosolino Pilo, quan aquest va ser danyat per primer cop pels torpediners i després enfonsat pel submarí britànic P 44, mentre que el Gioberti va ser danyat pels avions: el Maestrale va tornar a Rapani i després va tornar amb Malocello al lloc de l'enfonsament, recuperant tota la tripulació del Pilo.
El 4 de novembre va sortir de Nàpols per escoltar a Trípoli –juntament amb el Grecale, l' Oriani, el Gioberti, els torpediners Clio i Animoso i un altre destructor modern, el Velite –, els vaixells a motor Giulia i Chisone i el vapor Veloce : malgrat el constants atacs aeris, el comboi va ser un dels últims que va poder arribar il·lès a Líbia.
Entre els dies 12 i 16 del mes es va utilitzar, juntament amb la resta d'unitats de l'esquadra, per transportar tropes i materials fins a Tunísia.
El 28 de novembre, a la tarda, va sortir de Bizerta, juntament amb Folgore i Animoso, com a escorta del creuer auxiliar Città di Napoli: aquest va ser sacsejat, a les 22.40 hores, per una explosió a la proa i es va enfonsar després d'una cinquantena. minuts, davant de Capo San Vito Siculo; el Maestrale i les altres unitats van dur a terme una guerra antisubmarina però, no havent identificat objectius, es creia que l'enfonsament de la Città di Napoli es devia a una mina. El Folgore i el Maestrale van procedir a recuperar la tripulació del vaixell enfonsat.
El 30 de novembre, juntament amb Grecale i Ascari, va dur a terme una missió de mina a l'estret de Sicília; al seu retorn d'aquesta missió va ser enviat, amb la resta de l'Esquadra X, per reforçar l'escorta del comboi "B" (de Nàpols a Tunísia amb els vapors Arlesiana, Achille Lauro, Campania, Menes i Lisboa, i l'escorta original del els torpediners Sirio, Orione, Groppo i Pallade als quals més tard es va unir un altre torpediner, l'Uragano),que en tot cas va ser retornat a la notícia de la sortida al mar de la Força Q britànica (creuers lleugers Aurora, Sirius i Argonaut, els destructors Quiberon i Quentin), que després, la nit del 2 de desembre, va interceptar i va destruir el comboi "H", que en canvi s'havia continuat.
El 9 de gener de 1943, el Maestrale va sortir de Nàpols sota les ordres del capità del vaixell Nicola Bedeschi per escortar el motor Ines Corrado fins a Tunísia, juntament amb el modern destructor Corsaro, però cap a les vuit del vespre, mentre el comboi es trobava a unes quaranta milles a l'est de Bizerta, el Maestrale va ser colpejat per un torpede, perdent la popa (per una longitud de 12 metres) i es va trobar immobilitzat. El Corsario es va apropar per ajudar-lo, però també va saltar sobre dues mines, enfonsant-se amb 187 homes de la seva tripulació. El Maestrale, molt danyat i incapaç de moure's, va anar a la deriva arriscant-se a acabar en camps de mines italians, però el comandant Bedeschi va aconseguir amarrar el vaixell a una profunditat de 350 metres lligant les dues cadenes d'àncora. Després, unit a les unitats de rescat, el destructor va ser remolcat fins a Bizerta, on va passar dues setmanes per a les primeres reparacions provisionals, i on va ser perdut per poc per les bombes durant un bombardeig aeri nord-americà.
El 31 de gener, després d'algunes reparacions temporals, va començar el trasllat del destructor avariat, remolcat pel torpediner Animoso i amb l'escorta de dues corbetes, però durant la navegació la corbeta Procellaria va saltar sobre una mina, perdent la popa i 24 homes; es va enfonsar tres hores més tard, malgrat l'intent de rescat de l'antic torpediner Prestinari, que va sortir de Bizerta per portar ajuda i també va colpejar una mina, amb la mort de 84 homes. El Maestrale i l'Animoso podrien arribar a Trapani, i des d'allà a Nàpols.
Després d'altres reparacions realitzades a Nàpols, el Maestrale va sortir a remolc l'1 d'abril –juntament amb el destructor Corazziere, que en canvi estava sense proa, a causa d'una bomba d'avió que va impactar mentre estava amarrat al port de Nàpols– i va arribar a Gènova el dia 3, iniciant grans reparacions.
L'armistici va agafar el vaixell encara treballant, en dic sec; el 9 de setembre de 1943 va ser enfonsat per la tripulació.
El naufragi, recuperat pels alemanys, va ser enfonsat per ells de nou al final de la guerra; recuperat després de la guerra, fou enviat a desballestament.
El Maestrale havia realitzat un total de 157 missions bèl·liques (14 amb forces navals, 5 de posada de mines, 2 caces antisubmarins, 2 bombardejos costaners, 3 transports, 52 escortes de combois, 24 d'entrenament i 55 de trasllats o un altre tipus), recorrent 54.859 milles i passant 333 dies en servei.

### Comandants
- Capitano di vascello Franco Garofalo - 10 de setembre de 1938 – gener de 1941
- Capitano di vascello Ugo Bisciani – gener - 10 de novembre de 1941)
- Capitano di vascello Stanislao Caraciotti - 10 de novembre - 6 de desembre de 1941
- Capitano di vascello Riccardo Pontremoli - 7 de desembre de 1941 - 29 de novembre de 1942
- Capitano di vascello Nicola Bedeschi - 30 de novembre de 1942 – maig de 1943